# New York Giants (calcio)
I New York Giants  erano una società calcistica statunitense con sede a New York.
La denominazione Giants fu usata da tre squadre di calcio, due di queste erano legate alla franchigia di baseball dei New York Giants.
La prima squadra ha gareggiato nella American League of Professional Football nel 1894.
La seconda squadra ha giocato nella American Soccer League tra il 1923 e il 1930, mentre la terza squadra ha giocato nella stessa lega tra il 1930 e il 1932.

## Storia

### New York Giants (1894-1895)
| N.Y. Giants 1894 |

Nel 1894 sei franchigie di baseball appartenenti alla National League organizzarono una nuova lega nazionale di calcio (o soccer negli Stati Uniti) la ALPF, considerato storicamente il primo campionato di calcio professionistico negli Stati Uniti.
Le squadre che formarono la lega e parteciparono al campionato furono gli stessi Giants, i Brooklyn Bridegrooms, Boston Beaneaters, Baltimore Orioles, Philadelphia Phillies ed i Washington Senators.

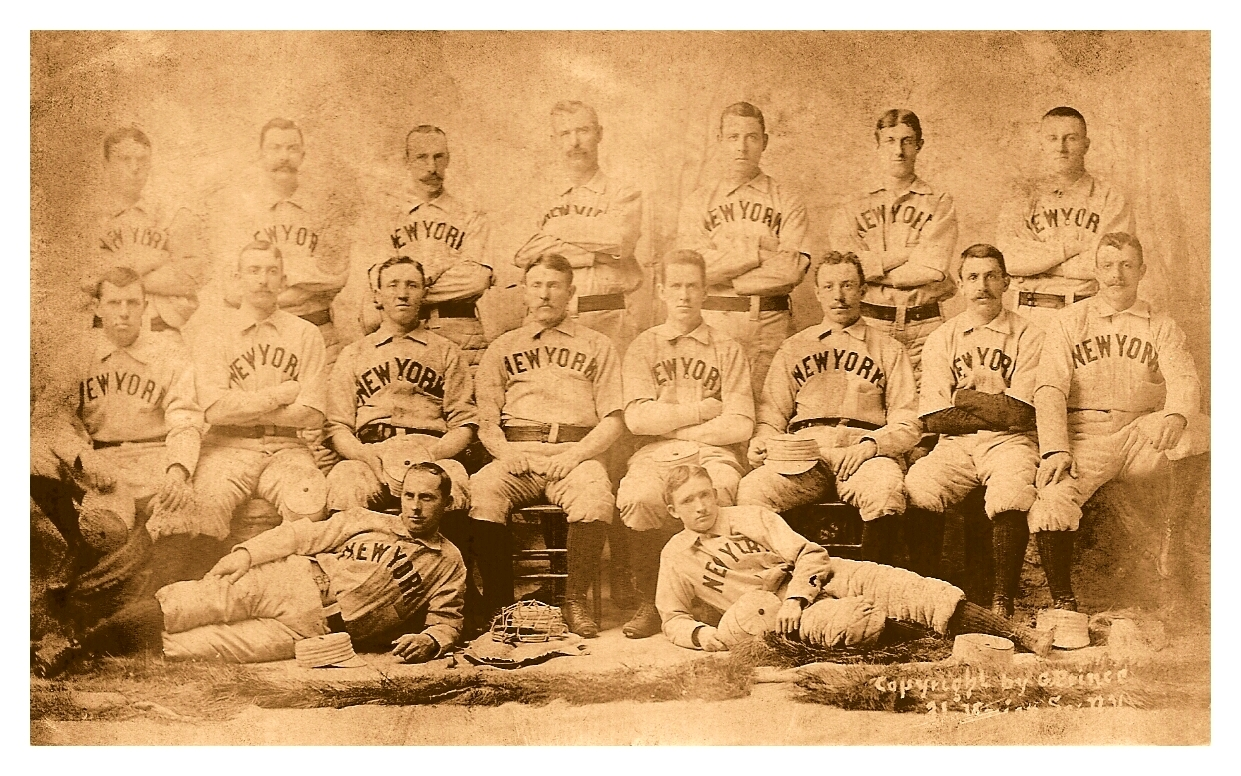
New York Giants 1894

I Giants come emanazione della squadra di baseball furono allenati dallo stesso trainer della formazione madre, John Montgomery Ward, ed utilizzava giocatori attinti sempre della squadra di baseball (Cutler, McGee e Connelly ed altri).
Problemi organizzativi e finanziari causarono il fallimento della lega già alla sua prima della stagione agonistica, stagione che non fu completata, con i Giganti posizionati al quarto posto con due partite vinte e quattro perse.
I Giants giocarono la loro partite casalinghe al Polo Grounds e le divise erano bianche con calze nere.

### New York Giants (1923-1929)
Maurice Vandeweghe fece ritornare in auge la denominazione Giants quando nel 1923 acquistò i Paterson Football Club per trasferirli a New York. 
Nel 1926 raggiunsero la finale della Lewis Cup perdendo contro i New Bedford Whalers (5-4 in due partite) e giocato contro squadre europee come l'Hakoah Vienna e lo Sparta Praga. Dopo il tour diversi giocatori dell'Hakoah scelsero di rimanere negli Stati Uniti come Béla Guttmann, Ernő Schwarz, Egon Pollak, Max Grünwald, Moses Häusler e Max Gold e giocare per i Giants nelle stagioni successive.
Nel 1928 la società venne coinvolta nella guerra tra la ASL e la Federazione calcistica degli Stati Uniti d'America che causò il breve allontanamento dalla lega dei Giants accasandosi nella Eastern Professional Soccer League, contrasto risolto nel 1929 con la fusione delle due leghe.
- Paterson F.C. (1917-1923)

→  N.Y. Giants (1923-1929)
→  New York Soccer Club (1930)
→  N.Y. Yankees (1931)
→ N. Bedford Whalers (1931-1932)
New York Giants III
- Indiana Flooring (1924-1927)

→  New York Nationals (1927-1930)
→  N.Y. Giants (1930-1932)

#### New York Soccer Club (1930)
Nelle stagioni successive il club fu coinvolto in diversi cambi di nome e fusioni, giocando brevemente come il New York Soccer Club prima di fondersi con il Fall River F.C. nel 1931 per diventare i New York Yankees. In seguito si trasferì a New Bedford (Massachusetts) per rifondare i New Bedford Whalers.

### New York Giants (1930-1932)
Nel 1927 Charles Stoneham proprietario della squadra di baseball dei New York Giants ha acquistato la franchigia degli Indiana Flooring da Ernest Viberg la volle rinominare Giants. Tuttavia c'era già una formazione con lo stesso nome e Stoneham dovette accontentarsi di rinominare la sua squadra New York Nationals. Nel 1930 quando l'originale Giants decise di rinominarsi New York Soccer Club, Stoneham colse l'occasione per rinominare la sua squadra con l'agognata denominazione di Giants. Successivamente divennero campioni di primavera (girone d'andata) nel 1931 della ASL ed arrivarono secondi dietro i New Bedford Whalers nel campionato di autunno (girone di ritorno). In un rocambolesco finale la squadra newyorkese perse la prima partita per 8 a 3, vincendo la seconda per 6 a 0 per un complessivo 9-8 che li fece diventare campioni del 1931.
L'anno successivo si ritirarono dalla ASL.

## Calciatori
New York Giants (1894-1895)
- Alfred Cutler
- Hugh McGee
- Connelly
- Trainer
- Gavin
- Lupton
- Jones
- Gorevin
- Setting
- Jamieson
- McKay
- Pennycock
- Flynn
- Higgins
- Goervin
- McKinley
- Logan

New York Giants (1923-1930)
- Davey Brown
- Jim Brown
- Billy Adair
- Walter Aspden
- Jimmy Gallagher
- Tommy Duggan
- Willie "Red" Ballantyne

New York Giants (1930-1932)
- Herbert Karlsson
- Jimmy Douglas
- John Duffy
- Davey Brown
- Walter Aspden
- Jimmy Gallagher
- George Aimer